# Karol Zachar
Karol Zachar (wł. Karol Legény; ur. 12 stycznia 1918 w Svätým Antonie, zm. 17 grudnia 2003 w Bratysławie) – słowacki reżyser, aktor, scenograf, pedagog. Był odtwórcą wielu ról z klasyki słowackiej i zagranicznej, m.in.: Ivana Stodoly, Jozefa Gregora-Tajovskiego, Moliera, Aleksandra Ostrowskiego, Aleksandra Fredry; wybitne inscenizacje m.in. Mieszczan Maksima Gorkiego, Wesołych kumoszek z Windsoru Williama Szekspira, Na szkle malowane Ernesta Bryla i Katarzyny Gärtner.